# Уговор у Сан Илдефонсу (1777)
Уговор у Сан Илдефонсу је потписан 1. октобра 1777. године, између Португалског и Шпанског царства. Споразумом је Шпанија уступила Португалу Амазонски басен, који је касније постао део Бразила. Заузврат, Шпанци су задржали контролу над Уругвајем (Banda Oriental). Такође, Португалци су им уступили неке територије у Африци: острва Фернандо По, Анобон и Кориско и област између ушћа река Нигер и Огове.